# Kap Danger
Das Kap Danger (spanisch Cabo Peligroso ‚Gefährliches Kap‘) bildet den nordwestlichen Ausläufer von Desolation Island im Archipel der Südlichen Shetlandinseln.
Wissenschaftler der britischen Discovery Investigations kartierten es 1935. Namensgebend sind 650 m nördlich des Kaps unter dem Meeresspiegel liegende Rifffelsen, die eine Gefahr (englisch danger) für die Schifffahrt darstellen.